# 9783 Tensho-kan
A 9783 Tensho-kan (ideiglenes jelöléssel 1994 YD1) a Naprendszer kisbolygóövében található aszteroida. Kobajasi Takao fedezte fel 1994. december 28-án.